# Жінка, не схильна до авантюр
«Жінка, не схильна до авантюр» — фільм 2008 року.

## Синопсис
Химерне і непередбачуване життя. У Ірини було все – робота, коханий чоловік і двоє прекрасних дітей. Та пристрасть до її нового знайомого Андрія позбавляє її всього. У результаті вона втрачає чоловіка, який помирає від інфаркту, а діти не хочуть мати з матір'ю нічого спільного. У відчаї вона йде в монастир, а Андрію, який відчуває свою провину за те, що сталося, доводиться взяти на виховання її дітей.